# Albert Ladenburg
Albert Ladenburg (2 de juliol de 1842, Mannheim, Gran Ducat de Baden - 15 d'agost de 1911, Breslau, Imperi Alemany) fou un químic orgànic.

## Vida
Ladenburg era membre d'una coneguda família jueva de Mannheim. Realitzà els seus estudis secundaris al Realgymnasium de Mannheim i després els superiors a l'escola tècnica de Karlsruhe, on hi estudià matemàtiques i llengües modernes. Després anà a la Universitat de Heidelberg per estudiar-hi química i física amb Robert Bunsen. Amplià estudis de física a Berlín i finalment obtingué el doctorat a Heidelberg.
El 1873, anà Kiel com a professor de química i director del laboratori, quedant-s'hi fins al 1889 quan es traslladà a la Universitat de Breslau. El 1900 fundà la Chemische Gesellschaft Breslau, que gestionà fins al 1910. Fou nomenat membre honorari de la Societat farmacèutica de Gran Bretanya el 1886 i rebé la medalla Hanbury per a investigacions originals en química el 1889. També fou guardonat amb la prestigiosa medalla Davy de la Royal Society el 1905 per les seves investigacions en química orgànica, especialment per la síntesi d'alcaloides naturals.

## Obra

Estructura de l'escopolamina (burundanga)

El 1880 aïllà la escopolamina, un alcaloide d'efectes molts potents que s'empra actualment com a droga i coneguda en l'actualitat com a burundanga.
A Gant, Ladenburg treballà durant sis mesos amb August Kekulé que l'introduí en la teoria estructural. Participà en l'elucidació de l'estructura del benzè. Segons ell era una molècula prismàtica. La seva proposta fou errònia però l'estructura que proposà fou sintetitzada el 1973 i rebé el nom de prismà.

Estructura del prismà

També visità Anglaterra, i després treballà durant 18 mesos a París amb Charles-Adolphe Würtz i Charles Friedel sobre compostos d'organo-silici i èsters.
Ladenburg abordà també la relació entre religió i ciència en un llibre que publicà el 1904, on tractà els temes de "Ciència i vida espiritual" i el cristianisme.